# Mohamed Bouazizi
Tariq Tayyib Mohamed Bouazizi (en árabe: طارق الطيب محمد البوعزيزي), más conocido como Mohamed Bouazizi  (Sidi Bouzid, 29 de marzo de 1984 – Ben Arous, 4 de enero de 2011), fue un joven vendedor ambulante tunecino que se inmoló el 17 de diciembre de 2010 en protesta por la confiscación de su puesto de frutas y la humillación que dijo haber recibido de los oficiales municipales cuando fue a presentar una queja por este hecho. Su inmolación desató la revuelta popular de 2010 y 2011 en Túnez, que provocó la huida del dictador Zine El Abidine Ben Ali el 14 de enero de 2011, después de haber estado cerca de veinticuatro años en el poder, y la subsecuente democratización del país, iniciando una serie de protestas en países vecinos en lo que se conoció como Primavera Árabe.
Hoy Bouazizi es llamado el padre de la Revolución tunecina, y en 2011 recibió el premio Sájarov de manera póstuma, junto a Asmaa Mahfouz, Ahmed al Zubair Ahmed al Sanusi, Razan Zaitouneh y Ali Farzat por su importante papel en la Primavera Árabe. Asimismo, el Gobierno tunecino lo honró con un sello de correos y la publicación The Times del Reino Unido lo escogió como personaje del año en 2011.

## Vida previa a la protesta
Mohamed Bouazizi, que era conocido en su comunidad como "Basboussa", nació en Sidi Bouzid, Túnez, el 29 de marzo de 1984. Su padre murió de un ataque al corazón cuando Bouazizi tenía tres años, y su madre se casó con el tío de Bouazizi tiempo después. Junto con sus seis hermanos y hermanas, Bouazizi fue educado en una escuela de aula única en Sidi Salah, un pueblo pequeño que está a casi 20 kilómetros de Sidi Bouzid. A pesar de que distintos medios dijeron que Bouazizi había ido a la universidad, su hermana Samia Bouazizi dijo que él no había conseguido graduarse del bachillerato, pero que era un deseo que él había tenido para él y para sus hermanas. Dadas la falta de salud y de capacidad de trabajar a las que se enfrentaba su tío, Bouazizi tuvo varios trabajos desde los seis años, y a los dieciocho años dejó la escuela para trabajar a tiempo completo.
A los 26 años, la edad a la que murió, Bouazizi era vendedor de frutas y verduras en las calles de Sidi Bouzid, un pueblo rural en Túnez que enfrenta problemas de corrupción y donde se estima que la tasa de desempleo es del 30%. Según su madre, él postuló para entrar al ejército, pero fue rechazado; asimismo, fue rechazado de otros trabajos. Él apoyaba a su madre, tío y hermanos más jóvenes, incluyendo los gastos universitarios de una de sus hermanas, con un salario de aproximadamente 140 USD mensuales. Estaba ahorrando para comprar o alquilar una camioneta para su trabajo, para no ser limitado por lo que podía cargar en su carreta. Un amigo cercano de Bouazizi dijo que "era un hombre muy popular y apreciado que daba frutas y verduras gratuitamente a familias muy pobres".

## Confiscación de bienes y protesta
El 17 de diciembre de 2010, cerca de las 10:30 a. m., la policía tunecina confiscó los bienes de trabajo de Bouazizi (la carreta, la báscula y sus productos) por no tener un permiso para tal negocio, a pesar de que Hamdi Lazhar, entonces director de la oficina estatal para el empleo en Sidi Bouzid, había declarado que no es necesario un permiso para vender con una carreta. Según la familia de Bouazizi, además, la policía le agredió físicamente, asegurando que fue abofeteado y escupido por la oficial Faida Hamdi y sometido al suelo. En entrevistas, Faida Hamdi ha negado esos hechos.
Ese mismo día, intentó presentar una queja ante las autoridades municipales, así como pedir la autorización y la restitución de sus bienes, y no le hicieron caso, alegando que el funcionario a cargo estaba en una reunión. Bouazizi amenazó con prenderse fuego si no le concedían esa cita, pero fue ignorado. Posteriormente consiguió una lata de pintura inflamable en una gasolinera cercana, y, a las 11:30 (una hora después del altercado), gritó en la plaza, en medio del tráfico: "¿Cómo esperan que me gane la vida?" Se roció con el contenido de la lata enfrente del Palacio de Gobierno y se prendió fuego con un cerillo.

## Muerte y funeral
Testigos del acto de inmolación dicen que las personas alrededor de él inmediatamente trataron de apagarlo, y fue llevado con vida a un hospital en Sidi Bouzid, donde no había capacidad para tratar quemaduras de tal gravedad; fue transferido a un hospital en la provincia de Sfax; y, finalmente, a un hospital de Ben Arous (cerca de Túnez, la capital del país). En ese hospital fue visitado por el aún presidente Ben Ali, quien se dejó retratar junto a Bouazizi ("Un cuerpo inerte, una momia completamente vendada"), y quien prometió lo enviaría a Francia a recibir tratamiento, aunque no cumplió la promesa.
A pesar de que el 90 % de su cuerpo había sido afectado por las quemaduras, sobrevivió tres semanas más, pero falleció finalmente el 4 de enero del 2011.
Se estima que más de 5000 personas participaron en la procesión funeraria que se inició en Sidi Bouzid, pero la policía no permitió que pasara cerca del punto en el que Bouazizi se inmoló. Hay registros de cantos durante la protesta que decían: "Adiós, Mohamed; te vamos a vengar. Hoy te lloramos y haremos que quienes causaron tu muerte lloren también". Fue enterrado en el cementerio de Garaat Bennour, a 16 kilómetros de Sidi Bouzid. Tom Chesshyre describe su tumba: blanca, junto a una fila de cactus, y alineada (como todas las tumbas del cementerio) para que el lado derecho de Bouazizi apuntara hacia La Meca. Su inscripción dice "Mártir Mohamed Bouazizi. Paz por su vida, y paz para la vida que viene".

### Protestas

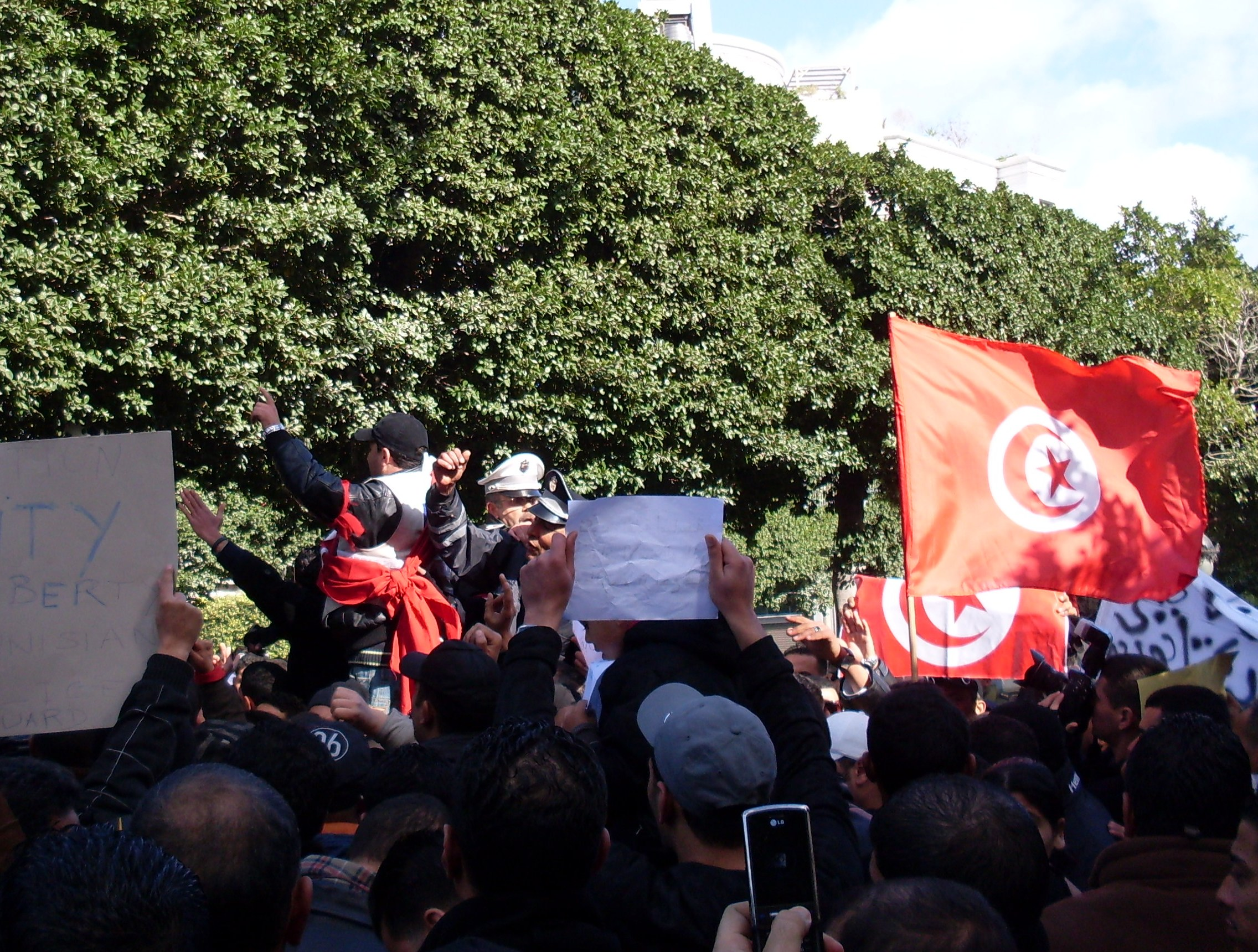
Protestas en Túnez

Las protestas a raíz del suceso comenzaron en Sidi Bouzid a horas de la inmolación de Bouazizi y duraron más de dos semanas. La represión policial no pudo detener lo que se estaba convirtiendo en un movimiento violento. Su muerte se considera el principal desencadenante de las protestas callejeras en todo el país y, posteriormente, de toda la franja norte de África. Esas protestas condujeron a la salida de Túnez del presidente Ben Ali, que llevaba en el poder desde 1987, el 14 de enero de 2011. Ben Ali y su familia intentaron primero ir a París, pero les fue negado el asilo por el gobierno francés; finalmente fueron admitidos en Arabia Saudí, y comenzó la transición en Túnez.

## Investigación
Faida Hamdi, la oficial que supuestamente acosó a Bouazizi en el día de su inmolación, declaró ante medios que ella en realidad no es policía y que no agredió a Bouazizi; en cambio, él la agredió cuando ella confiscó sus bienes, y por eso ella llamó a la policía (de la cual no negó agresiones). La madre de Bouazizi inició un proceso legal en contra de Faida Hamdi, pero decidió retirarlo. "Fue una decisión difícil pero bien ponderada para evitar el odio [y] para ayudar la reconciliación de los residentes de Sidi Bouzid".
Según la madre de Bouazizi, él decidió llevar a cabo esa acción no por su pobreza, sino como reacción a la humillación que había vivido. "Somos pobres en Sidi Bouzid. No tenemos dinero pero tenemos nuestra dignidad, y la [de Mohamed Bouazizi] fue arrebatada con esa bofetada y esas malas palabras", declaró.

## Legado
En febrero de 2011, el ayuntamiento de París decidió nombrar una plaza en honor de Mohamed Bouazizi. Asimismo, también en su honor se renombró una vía principal de Túnez, y una de Sidi Bouzid. En el mes de diciembre de ese mismo año se instauró la estatua de una carreta en su honor en Sidi Bouzid, con la presencia del primer presidente electo de Túnez, Moncef Marzouki. De manera póstuma, recibió el Premio Sájarov 2011, y The Times lo escogió como personaje del año de 2011. El 17 de diciembre de 2015, a cinco años de su inmolación, el Cuarteto para el Diálogo Nacional Tunecino, que recibió el Premio Nobel de la Paz de ese mismo año, y otras organizaciones de la sociedad civil, le recordaron en una ceremonia en Sidi Bouzid.

### Imitaciones
Después de la auto-inmolación de Bouazizi, otras personas siguieron su ejemplo en Túnez y otros países. El primer caso reportado después de la muerte de Bouazizi fue el de Mohsen Bouterfif, un padre de dos hijos, de treinta y siete años, que se autoinmoló cuando el alcalde de Boukhadra en Argelia se negó a reunirse con él y otros para atender solicitudes de empleo y hogar. Según un reporte de El-Watan, el alcalde lo retó diciendo que, si fuera valiente, se inmolaría como Bouazizi. 
En los seis meses que siguieron a la muerte de Mohamed Bouazizi, al menos 107 tunecinos trataron de suicidarse mediante la auto-inmolación. También hay registro de incidentes similares en Israel, Egipto, Arabia Saudí, Etiopía, Yemen, Mauritania, Marruecos, Italia y Holanda.